# Transvaaliana
Transvaaliana is een geslacht van rechtvleugeligen uit de familie Pamphagidae. De wetenschappelijke naam van dit geslacht is voor het eerst geldig gepubliceerd in 1958 door Dirsh.

## Soorten
Het geslacht Transvaaliana omvat de volgende soorten:
- Transvaaliana distanti Saussure, 1892
- Transvaaliana draconis Brown, 1962
- Transvaaliana granulosa Kirby, 1902
- Transvaaliana picta Saussure, 1892
- Transvaaliana striata Johnsen, 1973